# Scherma ai Giochi della XX Olimpiade - Fioretto individuale maschile
La competizione del fioretto individuale maschile  di scherma ai Giochi della XX Olimpiade si tenne nei giorni 29 e 30 agosto 1972 alla Fechthallen I di Monaco di Baviera.

## Programma
| Data      | Round             | Note                                       |
| --------- | ----------------- | ------------------------------------------ |
| 29 agosto | 1º turno          | 9 gruppi i primi quattro passano il turno. |
| 29 agosto | 2º turno          | 6 gruppi i primi quattro passano il turno  |
| 29 agosto | Quarti di finale  | 4 gruppi i primi tre passano il turno      |
| 30 agosto | Semifinali        | 2 gruppi i primi tre passano il turno      |
| 30 agosto | Girone finale a 6 |                                            |

## Risultati

### Primo turno
| Pos. | Atleta                        | Nazione          | Vittorie | Stoccate | Incontri | Incontri | Incontri | Incontri | Incontri | Incontri |
| Pos. | Atleta                        | Nazione          | Vittorie | Stoccate | WES      | KAM      | STA      | CAL      | PAS      | CHA      |
| ---- | ----------------------------- | ---------------- | -------- | -------- | -------- | -------- | -------- | -------- | -------- | -------- |
| 1    | Friedrich Wessel              | Germania Ovest   | 5        | 25-12    | X        | 5-2      | 5-4      | 5-3      | 5-1      | 5-2      |
| 2    | Jenő Kamuti                   | Ungheria         | 4        | 22-12    | 2-5      | X        | 5-1      | 5-2      | 5-2      | 5-2      |
| 3    | Vasyl' Stankovyč              | Unione Sovietica | 3        | 20-13    | 4-5      | 1-5      | X        | 5-0      | 5-1      | 5-2      |
| 4    | Carlos Calderón               | Messico          | 2        | 15-17    | 3-5      | 2-5      | 0-5      | X        | 5-2      | 5-0      |
| 5    | Ali Asghar Pashapour-Alamdari | Iran             | 1        | 11-23    | 1-5      | 2-5      | 1-5      | 2-5      | X        | 5-3      |
| 6    | Matthew Chan                  | Hong Kong        | 0        | 9-25     | 2-5      | 2-5      | 2-5      | 0-5      | 3-5      | X        |

| Pos. | Atleta             | Nazione          | Vittorie | Stoccate | Incontri | Incontri | Incontri | Incontri | Incontri | Incontri |
| Pos. | Atleta             | Nazione          | Vittorie | Stoccate | PAU      | DEN      | DĄB      | WEI      | SIM      | NON      |
| ---- | ------------------ | ---------------- | -------- | -------- | -------- | -------- | -------- | -------- | -------- | -------- |
| 1    | Graham Paul        | Gran Bretagna    | 4        | 23-13    | X        | 5-3      | 5-1      | 3-5      | 5-1      | 5-3      |
| 2    | Vladimir Denisov   | Unione Sovietica | 4        | 23-21    | 3-5      | X        | 5-4      | 5-4      | 5-4      | 5-4      |
| 3    | Marek Dąbrowski    | Polonia          | 3        | 20-18    | 1-5      | 4-5      | X        | 5-3      | 5-2      | 5-3      |
| 4    | Yehuda Weisenstein | Israele          | 2        | 19-20    | 5-3      | 4-5      | 3-5      | X        | 2-5      | 5-2      |
| 5    | Stefano Simoncelli | Italia           | 2        | 17-18    | 1-5      | 4-5      | 2-5      | 5-2      | X        | 5-1      |
| 6    | John Nonna         | Stati Uniti      | 0        | 13-25    | 3-5      | 4-5      | 3-5      | 2-5      | 1-5      | X        |

| Pos. | Atleta              | Nazione        | Vittorie | Stoccate | Incontri | Incontri | Incontri | Incontri | Incontri | Incontri | Incontri |
| Pos. | Atleta              | Nazione        | Vittorie | Stoccate | UEH      | KAM      | SAU      | MUR      | HEI      | VGE      | SLE      |
| ---- | ------------------- | -------------- | -------- | -------- | -------- | -------- | -------- | -------- | -------- | -------- | -------- |
| 1    | Kiyoshi Uehara      | Giappone       | 6        | 30-10    | X        | 5-2      | 5-1      | 5-3      | 5-1      | 5-3      | 5-0      |
| 2    | László Kamuti       | Ungheria       | 4        | 25-16    | 2-5      | X        | 5-2      | 5-2      | 3-5      | 5-0      | 5-2      |
| 3    | Guillermo Saucedo   | Argentina      | 4        | 23-20    | 1-5      | 2-5      | X        | 5-4      | 5-1      | 5-3      | 5-2      |
| 4    | Tănase Mureșanu     | Romania        | 3        | 24-24    | 3-5      | 2-5      | 4-5      | X        | 5-4      | 5-4      | 5-1      |
| 5    | Harald Hein         | Germania Ovest | 2        | 20-25    | 1-5      | 5-3      | 1-5      | 4-5      | X        | 4-5      | 5-2      |
| 6    | Andreas Vgenopoulos | Grecia         | 2        | 20-28    | 3-5      | 0-5      | 3-5      | 4-5      | 5-4      | X        | 5-4      |
| 7    | Ali Sleiman         | Libano         | 0        | 11-30    | 0-5      | 2-5      | 2-5      | 1-5      | 2-5      | 4-5      | X        |

| Pos. | Atleta              | Nazione        | Vittorie | Stoccate | Incontri | Incontri | Incontri | Incontri | Incontri | Incontri |
| Pos. | Atleta              | Nazione        | Vittorie | Stoccate | TAL      | REI      | JHO      | ALO      | PIN      | BOU      |
| ---- | ------------------- | -------------- | -------- | -------- | -------- | -------- | -------- | -------- | -------- | -------- |
| 1    | Bernard Talvard     | Francia        | 4        | 22-9     | X        | 2-5      | 5-3      | 5-0      | 5-1      | 5-0      |
| 2    | Klaus Reichert      | Germania Ovest | 3        | 20-14    | 5-2      | X        | 2-5      | 3-5      | 5-2      | 5-0      |
| 3    | Eduardo Jons        | Cuba           | 3        | 21-15    | 3-5      | 5-2      | X        | 5-3      | 3-5      | 5-0      |
| 4    | Dan Alon            | Israele        | 3        | 18-17    | 0-5      | 5-3      | 3-5      | X        | 5-3      | 5-1      |
| 5    | Arcangelo Pinelli   | Italia         | 2        | 16-22    | 1-5      | 2-5      | 5-3      | 3-5      | X        | 5-4      |
| 6    | John Bouchier-Hayes | Irlanda        | 0        | 5-25     | 0-5      | 0-5      | 0-5      | 1-5      | 4-5      | X        |

| Pos. | Atleta               | Nazione   | Vittorie | Stoccate | Incontri | Incontri | Incontri | Incontri | Incontri | Incontri |
| Pos. | Atleta               | Nazione   | Vittorie | Stoccate | WOY      | HAU      | BEN      | LOS      | SAL      | DAR      |
| ---- | -------------------- | --------- | -------- | -------- | -------- | -------- | -------- | -------- | -------- | -------- |
| 1    | Witold Woyda         | Polonia   | 4        | 20-16    | X        | 5-4      | 5-4      | 0-5      | 5-1      | 5-2      |
| 2    | Ștefan Haukler       | Romania   | 3        | 22-17    | 4-5      | X        | 5-2      | 3-5      | 5-2      | 5-3      |
| 3    | Greg Benko           | Australia | 2        | 19-20    | 4-5      | 2-5      | X        | 5-4      | 5-1      | 3-5      |
| 4    | Roland Losert        | Austria   | 2        | 17-18    | 5-0      | 5-3      | 4-5      | X        | 0-5      | 3-5      |
| 5    | Enrique Salvat       | Cuba      | 2        | 14-15    | 1-5      | 2-5      | 1-5      | 5-0      | X        | 5-0      |
| 6    | Yves Daniel Darricau | Libano    | 2        | 15-21    | 2-5      | 3-5      | 5-3      | 5-3      | 0-5      | X        |

| Pos. | Atleta           | Nazione       | Vittorie | Stoccate | Incontri | Incontri | Incontri | Incontri | Incontri | Incontri | Incontri |
| Pos. | Atleta           | Nazione       | Vittorie | Stoccate | KOZ      | SZA      | PAU      | SIM      | LÚP      | MER      | ELL      |
| ---- | ---------------- | ------------- | -------- | -------- | -------- | -------- | -------- | -------- | -------- | -------- | -------- |
| 1    | Lech Koziejowski | Polonia       | 6        | 30-9     | X        | 5-2      | 5-2      | 5-3      | 5-1      | 5-1      | 5-0      |
| 2    | Sándor Szabó     | Ungheria      | 4        | 25-20    | 2-5      | X        | 5-4      | 5-4      | 3-5      | 5-0      | 5-2      |
| 3    | Barry Paul       | Gran Bretagna | 3        | 25-20    | 2-5      | 4-5      | X        | 4-5      | 5-4      | 5-1      | 5-0      |
| 4    | Ernest Simon     | Australia     | 3        | 26-22    | 3-5      | 4-5      | 5-4      | X        | 4-5      | 5-2      | 5-1      |
| 5    | Fernando Lúpiz   | Argentina     | 3        | 22-24    | 1-5      | 5-3      | 4-5      | 5-4      | X        | 2-5      | 5-2      |
| 6    | Fawzi Merhi      | Libano        | 2        | 14-25    | 1-5      | 0-5      | 1-5      | 2-5      | 5-2      | X        | 5-3      |
| 7    | Robert Elliott   | Hong Kong     | 0        | 8-30     | 0-5      | 2-5      | 0-5      | 1-5      | 2-5      | 3-5      | X        |

| Pos. | Atleta                   | Nazione          | Vittorie | Stoccate | Incontri | Incontri | Incontri | Incontri | Incontri | Incontri | Incontri |
| Pos. | Atleta                   | Nazione          | Vittorie | Stoccate | REV      | FRE      | KOT      | BRE      | CAL      | ERD      | WON      |
| ---- | ------------------------ | ---------------- | -------- | -------- | -------- | -------- | -------- | -------- | -------- | -------- | -------- |
| 1    | Daniel Revenu            | Francia          | 6        | 30-5     | X        | 5-2      | 5-0      | 5-0      | 5-3      | 5-0      | 5-0      |
| 2    | Joseph Freeman           | Stati Uniti      | 5        | 27-15    | 2-5      | X        | 5-3      | 5-2      | 5-1      | 5-1      | 5-3      |
| 3    | Anatolij Kotešev         | Unione Sovietica | 4        | 23-19    | 0-5      | 3-5      | X        | 5-1      | 5-3      | 5-1      | 5-4      |
| 4    | Mike Breckin             | Gran Bretagna    | 3        | 18-23    | 0-5      | 2-5      | 1-5      | X        | 5-4      | 5-4      | 5-0      |
| 5    | Vicente Calderón Ramirez | Messico          | 2        | 21-25    | 3-5      | 1-5      | 3-5      | 4-5      | X        | 5-2      | 5-3      |
| 6    | Bülent Erdem             | Turchia          | 1        | 13-28    | 0-5      | 1-5      | 1-5      | 4-5      | 2-5      | X        | 5-3      |
| 7    | Lester Wong              | Canada           | 0        | 13-30    | 0-5      | 3-5      | 4-5      | 0-5      | 3-5      | 3-5      | X        |

| Pos. | Atleta           | Nazione        | Vittorie | Stoccate | Incontri | Incontri | Incontri | Incontri | Incontri | Incontri |
| Pos. | Atleta           | Nazione        | Vittorie | Stoccate | ŢIU      | SER      | KOU      | VER      | BOR      | CON      |
| ---- | ---------------- | -------------- | -------- | -------- | -------- | -------- | -------- | -------- | -------- | -------- |
| 1    | Mihai Ţiu        | Romania        | 4        | 21-7     | X        | 1-5      | 5-0      | 5-1      | 5-1      | 5-0      |
| 2    | Ichiro Serizawa  | Giappone       | 4        | 22-8     | 5-1      | X        | 2-5      | 5-1      | 5-1      | 5-0      |
| 3    | František Koukal | Cecoslovacchia | 4        | 20-14    | 0-5      | 5-2      | X        | 5-2      | 5-3      | 5-2      |
| 4    | Omar Vergara     | Argentina      | 2        | 14-21    | 1-5      | 1-5      | 2-5      | X        | 5-3      | 5-3      |
| 5    | Carl Borack      | Stati Uniti    | 1        | 13-21    | 1-5      | 1-5      | 3-5      | 3-5      | X        | 5-1      |
| 6    | Magdy Conyd      | Canada         | 0        | 6-25     | 0-5      | 0-5      | 2-5      | 3-5      | 1-5      | X        |

| Pos. | Atleta              | Nazione  | Vittorie | Stoccate | Incontri | Incontri | Incontri | Incontri | Incontri | Incontri |
| Pos. | Atleta              | Nazione  | Vittorie | Stoccate | NOË      | GRA      | NAK      | GIL      | OBS      | SUN      |
| ---- | ------------------- | -------- | -------- | -------- | -------- | -------- | -------- | -------- | -------- | -------- |
| 1    | Christian Noël      | Francia  | 5        | 25-11    | X        | 5-4      | 5-2      | 5-1      | 5-1      | 5-3      |
| 2    | Nicola Granieri     | Italia   | 3        | 20-15    | 4-5      | X        | 5-3      | 1-5      | 5-1      | 5-1      |
| 3    | Hiroshi Nakajima    | Giappone | 2        | 18-16    | 2-5      | 3-5      | X        | 5-1      | 3-5      | 5-0      |
| 4    | Jesús Gil Gutiérrez | Cuba     | 2        | 14-16    | 1-5      | 5-1      | 1-5      | X        | 2-5      | 5-0      |
| 5    | Herbert Obst        | Canada   | 2        | 14-20    | 1-5      | 1-5      | 5-3      | 5-2      | X        | 2-5      |
| 6    | Per Sundberg        | Svezia   | 1        | 9-22     | 3-5      | 1-5      | 0-5      | 0-5      | 5-2      | X        |

### Secondo turno
| Pos. | Atleta           | Nazione        | Vittorie | Stoccate | Incontri | Incontri | Incontri | Incontri | Incontri | Incontri |
| Pos. | Atleta           | Nazione        | Vittorie | Stoccate | REV      | WOY      | KOU      | PAU      | ALO      | VER      |
| ---- | ---------------- | -------------- | -------- | -------- | -------- | -------- | -------- | -------- | -------- | -------- |
| 1    | Daniel Revenu    | Francia        | 5        | 25-7     | X        | 5-2      | 5-0      | 5-3      | 5-0      | 5-2      |
| 2    | Witold Woyda     | Polonia        | 3        | 21-12    | 2-5      | X        | 4-5      | 5-1      | 5-0      | 5-1      |
| 3    | František Koukal | Cecoslovacchia | 3        | 19-17    | 0-5      | 5-4      | X        | 5-2      | 4-5      | 5-1      |
| 4    | Barry Paul       | Gran Bretagna  | 2        | 16-21    | 3-5      | 1-5      | 2-5      | X        | 5-4      | 5-2      |
| 5    | Dan Alon         | Israele        | 2        | 14-20    | 0-5      | 0-5      | 5-4      | 4-5      | X        | 5-1      |
| 6    | Omar Vergara     | Argentina      | 0        | 7-25     | 2-5      | 1-5      | 1-5      | 2-5      | 1-5      | X        |

| Pos. | Atleta              | Nazione          | Vittorie | Stoccate | Incontri | Incontri | Incontri | Incontri | Incontri | Incontri |
| Pos. | Atleta              | Nazione          | Vittorie | Stoccate | KOZ      | DEN      | PAU      | HAU      | GIL      | SIM      |
| ---- | ------------------- | ---------------- | -------- | -------- | -------- | -------- | -------- | -------- | -------- | -------- |
| 1    | Lech Koziejowski    | Polonia          | 5        | 25-10    | X        | 5-1      | 5-3      | 5-1      | 5-4      | 5-1      |
| 2    | Vladimir Denisov    | Unione Sovietica | 4        | 21-12    | 1-5      | X        | 5-1      | 5-1      | 5-4      | 5-1      |
| 3    | Graham Paul         | Gran Bretagna    | 3        | 19-15    | 3-5      | 1-5      | X        | 5-2      | 5-1      | 5-2      |
| 4    | Ștefan Haukler      | Romania          | 2        | 14-18    | 1-5      | 1-5      | 2-5      | X        | 5-2      | 5-1      |
| 5    | Jesús Gil Gutiérrez | Cuba             | 1        | 16-22    | 4-5      | 4-5      | 1-5      | 2-5      | X        | 5-2      |
| 6    | Ernest Simon        | Australia        | 0        | 7-25     | 1-5      | 1-5      | 2-5      | 1-5      | 2-5      | X        |

| Pos. | Atleta          | Nazione  | Vittorie | Stoccate | Incontri | Incontri | Incontri | Incontri | Incontri | Incontri |
| Pos. | Atleta          | Nazione  | Vittorie | Stoccate | GRA      | DĄB      | UEH      | TAL      | KAM      | CAL      |
| ---- | --------------- | -------- | -------- | -------- | -------- | -------- | -------- | -------- | -------- | -------- |
| 1    | Nicola Granieri | Italia   | 4        | 24-11    | X        | 4-5      | 5-3      | 5-2      | 5-1      | 5-0      |
| 2    | Marek Dąbrowski | Polonia  | 4        | 22-14    | 5-4      | X        | 5-2      | 2-5      | 5-3      | 5-0      |
| 3    | Kiyoshi Uehara  | Giappone | 3        | 20-15    | 3-5      | 2-5      | X        | 5-2      | 5-0      | 5-3      |
| 4    | Bernard Talvard | Francia  | 3        | 19-17    | 2-5      | 5-2      | 2-5      | X        | 5-2      | 5-3      |
| 5    | László Kamuti   | Ungheria | 1        | 11-23    | 1-5      | 3-5      | 0-5      | 2-5      | X        | 5-3      |
| 6    | Carlos Calderón | Messico  | 0        | 9-25     | 0-5      | 0-5      | 3-5      | 3-5      | 3-5      | X        |

| Pos. | Atleta           | Nazione          | Vittorie | Stoccate | Incontri | Incontri | Incontri | Incontri | Incontri | Incontri |
| Pos. | Atleta           | Nazione          | Vittorie | Stoccate | KAM      | KOT      | NOË      | REI      | MUR      | LOS      |
| ---- | ---------------- | ---------------- | -------- | -------- | -------- | -------- | -------- | -------- | -------- | -------- |
| 1    | Jenő Kamuti      | Ungheria         | 4        | 23-14    | X        | 5-1      | 5-3      | 5-4      | 3-5      | 5-1      |
| 2    | Anatolij Kotešev | Unione Sovietica | 3        | 19-14    | 1-5      | X        | 5-1      | 3-5      | 5-1      | 5-2      |
| 3    | Christian Noël   | Francia          | 3        | 19-14    | 3-5      | 1-5      | X        | 5-1      | 5-2      | 5-1      |
| 4    | Klaus Reichert   | Germania Ovest   | 3        | 20-17    | 4-5      | 5-3      | 1-5      | X        | 5-2      | 5-2      |
| 5    | Tănase Mureșanu  | Romania          | 2        | 15-22    | 5-3      | 1-5      | 2-5      | 2-5      | X        | 5-4      |
| 6    | Roland Losert    | Austria          | 0        | 10-25    | 1-5      | 2-5      | 1-5      | 2-5      | 4-5      | X        |

| Pos. | Atleta           | Nazione        | Vittorie | Stoccate | Incontri | Incontri | Incontri | Incontri | Incontri | Incontri |
| Pos. | Atleta           | Nazione        | Vittorie | Stoccate | SZA      | JHO      | SER      | WES      | BRE      | BEN      |
| ---- | ---------------- | -------------- | -------- | -------- | -------- | -------- | -------- | -------- | -------- | -------- |
| 1    | Sándor Szabó     | Ungheria       | 5        | 25-13    | X        | 5-2      | 5-3      | 5-3      | 5-3      | 5-2      |
| 2    | Eduardo Jons     | Cuba           | 3        | 21-17    | 2-5      | X        | 4-5      | 5-1      | 5-2      | 5-4      |
| 3    | Ichiro Serizawa  | Giappone       | 2        | 20-20    | 3-5      | 5-4      | X        | 4-5      | 5-1      | 3-5      |
| 4    | Friedrich Wessel | Germania Ovest | 2        | 17-21    | 3-5      | 1-5      | 5-4      | X        | 3-5      | 5-2      |
| 5    | Mike Breckin     | Gran Bretagna  | 2        | 16-21    | 3-5      | 2-5      | 1-5      | 5-3      | X        | 5-3      |
| 6    | Greg Benko       | Australia      | 1        | 16-23    | 2-5      | 4-5      | 5-3      | 2-5      | 3-5      | X        |

| Pos. | Atleta             | Nazione          | Vittorie | Stoccate | Incontri | Incontri | Incontri | Incontri | Incontri | Incontri |
| Pos. | Atleta             | Nazione          | Vittorie | Stoccate | STA      | ŢIU      | SAU      | NAK      | FRE      | WEI      |
| ---- | ------------------ | ---------------- | -------- | -------- | -------- | -------- | -------- | -------- | -------- | -------- |
| 1    | Vasyl' Stankovyč   | Unione Sovietica | 4        | 23-13    | X        | 3-5      | 5-2      | 5-3      | 5-3      | 5-0      |
| 2    | Mihai Ţiu          | Romania          | 4        | 24-15    | 5-3      | X        | 5-4      | 5-3      | 4-5      | 5-0      |
| 3    | Guillermo Saucedo  | Argentina        | 3        | 21-16    | 2-5      | 4-5      | X        | 5-4      | 5-1      | 5-1      |
| 4    | Hiroshi Nakajima   | Giappone         | 2        | 20-20    | 3-5      | 3-5      | 4-5      | X        | 5-2      | 5-3      |
| 5    | Joseph Freeman     | Stati Uniti      | 2        | 16-19    | 3-5      | 5-4      | 1-5      | 2-5      | X        | 5-0      |
| 6    | Yehuda Weisenstein | Israele          | 0        | 4-25     | 0-5      | 0-5      | 1-5      | 3-5      | 0-5      | X        |

### Quarti di finale
| Pos. | Atleta          | Nazione        | Vittorie | Stoccate | Incontri | Incontri | Incontri | Incontri | Incontri | Incontri |
| Pos. | Atleta          | Nazione        | Vittorie | Stoccate | REV      | ŢIU      | DĄB      | JHO      | REI      | PAU      |
| ---- | --------------- | -------------- | -------- | -------- | -------- | -------- | -------- | -------- | -------- | -------- |
| 1    | Daniel Revenu   | Francia        | 4        | 24-12    | X        | 4-5      | 5-2      | 5-2      | 5-2      | 5-1      |
| 2    | Mihai Ţiu       | Romania        | 4        | 24-17    | 5-4      | X        | 5-4      | 5-2      | 5-2      | 4-5      |
| 3    | Marek Dąbrowski | Polonia        | 3        | 21-17    | 2-5      | 4-5      | X        | 5-4      | 5-2      | 5-1      |
| 4    | Eduardo Jons    | Cuba           | 2        | 18-18    | 2-5      | 2-5      | 4-5      | X        | 5-0      | 5-3      |
| 5    | Klaus Reichert  | Germania Ovest | 1        | 11-20    | 2-5      | 2-5      | 2-5      | 0-5      | X        | 5-0      |
| 6    | Barry Paul      | Gran Bretagna  | 1        | 10-24    | 1-5      | 5-4      | 1-5      | 3-5      | 0-5      | X        |

| Pos. | Atleta           | Nazione          | Vittorie | Stoccate | Incontri | Incontri | Incontri | Incontri | Incontri | Incontri |
| Pos. | Atleta           | Nazione          | Vittorie | Stoccate | KOZ      | KAM      | TAL      | KOT      | SER      | PAU      |
| ---- | ---------------- | ---------------- | -------- | -------- | -------- | -------- | -------- | -------- | -------- | -------- |
| 1    | Lech Koziejowski | Polonia          | 4        | 21-11    | X        | 5-3      | 1-5      | 5-1      | 5-0      | 5-2      |
| 2    | Jenő Kamuti      | Ungheria         | 4        | 23-16    | 3-5      | X        | 5-3      | 5-3      | 5-4      | 5-1      |
| 3    | Bernard Talvard  | Francia          | 3        | 19-16    | 5-1      | 3-5      | X        | 5-3      | 1-5      | 5-2      |
| 4    | Anatolij Kotešev | Unione Sovietica | 2        | 17-17    | 1-5      | 3-5      | 3-5      | X        | 5-1      | 5-1      |
| 5    | Ichiro Serizawa  | Giappone         | 2        | 15-19    | 0-5      | 4-5      | 5-1      | 1-5      | X        | 5-3      |
| 6    | Graham Paul      | Gran Bretagna    | 0        | 9-25     | 2-5      | 1-5      | 2-5      | 1-5      | 3-5      | X        |

| Pos. | Atleta            | Nazione          | Vittorie | Stoccate | Incontri | Incontri | Incontri | Incontri | Incontri | Incontri |
| Pos. | Atleta            | Nazione          | Vittorie | Stoccate | WOY      | DEN      | SZA      | NAK      | KOU      | SAU      |
| ---- | ----------------- | ---------------- | -------- | -------- | -------- | -------- | -------- | -------- | -------- | -------- |
| 1    | Witold Woyda      | Polonia          | 4        | 23-15    | X        | 5-4      | 5-2      | 3-5      | 5-2      | 5-2      |
| 2    | Vladimir Denisov  | Unione Sovietica | 4        | 24-16    | 4-5      | X        | 5-3      | 5-4      | 5-2      | 5-2      |
| 3    | Sándor Szabó      | Ungheria         | 3        | 20-18    | 2-5      | 3-5      | X        | 5-2      | 5-3      | 5-3      |
| 4    | Hiroshi Nakajima  | Giappone         | 2        | 20-22    | 5-3      | 4-5      | 2-5      | X        | 4-5      | 5-4      |
| 5    | František Koukal  | Cecoslovacchia   | 2        | 17-19    | 2-5      | 2-5      | 3-5      | 5-4      | X        | 5-0      |
| 6    | Guillermo Saucedo | Argentina        | 0        | 11-25    | 2-5      | 2-5      | 3-5      | 4-5      | 0-5      | X        |

| Pos. | Atleta           | Nazione          | Vittorie | Stoccate | Incontri | Incontri | Incontri | Incontri | Incontri | Incontri |
| Pos. | Atleta           | Nazione          | Vittorie | Stoccate | WES      | GRA      | NOË      | STA      | UEH      | HAU      |
| ---- | ---------------- | ---------------- | -------- | -------- | -------- | -------- | -------- | -------- | -------- | -------- |
| 1    | Friedrich Wessel | Germania Ovest   | 4        | 24-18    | X        | 5-4      | 5-3      | 4-5      | 5-3      | 5-3      |
| 2    | Nicola Granieri  | Italia           | 3        | 23-17    | 4-5      | X        | 5-4      | 5-3      | 5-0      | 4-5      |
| 3    | Christian Noël   | Francia          | 3        | 22-17    | 3-5      | 4-5      | X        | 5-3      | 5-3      | 5-1      |
| 4    | Vasyl' Stankovyč | Unione Sovietica | 2        | 18-20    | 5-4      | 3-5      | 3-5      | X        | 2-5      | 5-1      |
| 5    | Kiyoshi Uehara   | Giappone         | 2        | 16-21    | 3-5      | 0-5      | 3-5      | 5-2      | X        | 5-4      |
| 6    | Ștefan Haukler   | Romania          | 1        | 14-24    | 3-5      | 5-4      | 1-5      | 1-5      | 4-5      | X        |

### Semifinali
| Pos. | Atleta          | Nazione  | Vittorie | Stoccate | Incontri | Incontri | Incontri | Incontri | Incontri | Incontri |
| Pos. | Atleta          | Nazione  | Vittorie | Stoccate | DĄB      | KAM      | WOY      | GRA      | REV      | SZA      |
| ---- | --------------- | -------- | -------- | -------- | -------- | -------- | -------- | -------- | -------- | -------- |
| 1    | Marek Dąbrowski | Polonia  | 4        | 24-19    | X        | 5-3      | 4-5      | 5-3      | 5-4      | 5-4      |
| 2    | Jenő Kamuti     | Ungheria | 3        | 20-19    | 3-5      | X        | 2-5      | 5-4      | 5-4      | 5-1      |
| 3    | Witold Woyda    | Polonia  | 3        | 20-20    | 5-4      | 5-2      | X        | 5-4      | 4-5      | 1-5      |
| 4    | Nicola Granieri | Italia   | 2        | 21-19    | 3-5      | 4-5      | 4-5      | X        | 5-2      | 5-2      |
| 5    | Daniel Revenu   | Francia  | 2        | 20-22    | 4-5      | 4-5      | 5-4      | 2-5      | X        | 5-3      |
| 6    | Sándor Szabó    | Ungheria | 1        | 15-21    | 4-5      | 1-5      | 5-1      | 2-5      | 3-5      | X        |

| Pos. | Atleta           | Nazione          | Vittorie | Stoccate | Incontri | Incontri | Incontri | Incontri | Incontri | Incontri |
| Pos. | Atleta           | Nazione          | Vittorie | Stoccate | NOË      | DEN      | ŢIU      | WES      | TAL      | KOZ      |
| ---- | ---------------- | ---------------- | -------- | -------- | -------- | -------- | -------- | -------- | -------- | -------- |
| 1    | Christian Noël   | Francia          | 5        | 25-16    | X        | 5-3      | 5-2      | 5-3      | 5-4      | 5-4      |
| 2    | Vladimir Denisov | Unione Sovietica | 3        | 20-13    | 3-5      | X        | 2-5      | 5-1      | 5-2      | 5-0      |
| 3    | Mihai Ţiu        | Romania          | 3        | 21-17    | 2-5      | 5-2      | X        | 5-4      | 5-1      | 4-5      |
| 4    | Friedrich Wessel | Germania Ovest   | 2        | 18-17    | 3-5      | 1-5      | 4-5      | X        | 5-1      | 5-1      |
| 5    | Bernard Talvard  | Francia          | 1        | 13-22    | 4-5      | 2-5      | 1-5      | 1-5      | X        | 5-2      |
| 6    | Lech Koziejowski | Polonia          | 1        | 12-24    | 4-5      | 0-5      | 5-4      | 1-5      | 2-5      | X        |

### Girone finale
| Pos.    | Atleta           | Nazione          | Vittorie | Stoccate | Incontri | Incontri | Incontri | Incontri | Incontri | Incontri |
| Pos.    | Atleta           | Nazione          | Vittorie | Stoccate | WOY      | KAM      | NOË      | ŢIU      | DEN      | DĄB      |
| ------- | ---------------- | ---------------- | -------- | -------- | -------- | -------- | -------- | -------- | -------- | -------- |
| Oro     | Witold Woyda     | Polonia          | 5        | 25-7     | X        | 5-3      | 5-2      | 5-0      | 5-2      | 5-0      |
| Argento | Jenő Kamuti      | Ungheria         | 4        | 23-19    | 3-5      | X        | 5-2      | 5-4      | 5-4      | 5-4      |
| Bronzo  | Christian Noël   | Francia          | 2        | 18-18    | 2-5      | 2-5      | X        | 4-5      | 5-1      | 5-2      |
| 4       | Mihai Ţiu        | Romania          | 2        | 17-20    | 0-5      | 4-5      | 5-4      | X        | 3-5      | 5-1      |
| 5       | Vladimir Denisov | Unione Sovietica | 2        | 17-21    | 2-5      | 4-5      | 1-5      | 5-3      | X        | 5-3      |
| 6       | Marek Dąbrowski  | Polonia          | 0        | 10-25    | 0-5      | 4-5      | 2-5      | 1-5      | 3-5      | X        |